# Aimo Lahti
Aimo Johannes Lahti (Viiala, 28 aprile 1896 – Jyväskylä, 19 aprile 1970) è stato un inventore finlandese autodidatta, noto come progettista di numerose modelli di armi da fuoco.
Tra i circa 50 modelli di armi che ha progettato, la più nota è la pistola mitragliatrice Suomi KP-31 impiegata nella seconda guerra mondiale.
Tra gli altri suoi progetti di armi da fuoco principali figurano la mitragliatrice leggera Lahti-Saloranta M/26 LMG, la pistola Lahti L-35 e il fucile anticarro semiautomatico Lahti L-39. Lahti ha anche progettato la mitragliatrice antiaerea 7,62 ITKK 31 VKT e il cannone antiaereo 20 ITK 40 VKT. La sua attività viene considerata fondamentale nel contesto delle guerre finlandesi per la difesa della propria indipendenza, in quanto mirata ad aumentare l'affidabilità delle armi da fuoco di produzione nazionale.

## Biografia
Dopo aver lavorato nelle ferrovie, Aimo Lahti si arruolò nell'esercito finlandese come mastro armaiolo nel 1921. Nel 1922 iniziò la progettazione della  Suomi M-31 SMG prendendo spunto dall'MP 18, il mitra tedesco adottato nel 1918 dall'esercito tedesco durante la prima guerra mondiale come arma primaria delle Stoßtruppen i gruppi di assalto specializzati nella guerra di trincea. L'arma tedesca aveva però molti problemi di progetto ed era costosa. Il progetto di Lahti era rivoluzionario in quanto aveva affidabilità, precisione e cadenza di fuoco eccellente. Le prime 200 Suomi SMG furono prodotte nel 1922.
Lahti continuò a progettare armi fino alla fine della guerra di continuazione, quando la commissione alleata di controllo insediatasi a seguito dell'armistizio di Mosca firmato dalla Finlandia e dall'Unione sovietica il 19 settembre 1944, gli chiese conto di trenta progetti di fucili d'assalto che stava progettando e non aveva reso disponibili. La commissione decise pertanto di non consentirgli di continuare la sua attività di progettista di armi. Pertanto si ritirò in pensione come maggior generale dell'esercito dall'età di 50 anni fino alla sua morte nel 1970 a Jyväskylä all'età di 74 anni.